# Yogmelina cocolita
Yogmelina cocolita is een vlokreeftensoort uit de familie van de Gammaridae. De wetenschappelijke naam van de soort is voor het eerst geldig gepubliceerd in 1979 door Karaman & Barnard.